# Ким Дон Гиль
Ким Дон Гиль (кор. 김동길?, 金東吉?; род. 19 мая 1963, Тамян) — южнокорейский боксёр, представитель лёгкой, полулёгкой и первой полулёгкой весовых категорий. Выступал за сборную Южной Кореи по боксу на всём протяжении 1980-х годов, серебряный призёр чемпионата мира, дважды победитель Азиатских игр, чемпион Азии, победитель и призёр многих турниров международного значения, участник летних Олимпийских игр в Лос-Анджелесе.

## Биография
Ким Дон Гиль родился 19 мая 1963 года в уезде Тамян провинции Чолла-Намдо, Южная Корея.
Первого серьёзного успеха на взрослом международном уровне добился в сезоне 1980 года, когда вошёл в основной состав южнокорейской национальной сборной и побывал на чемпионате Азии в Бомбее, откуда привёз награду серебряного достоинства, выигранную в зачёте лёгкой весовой категории. Кроме того, в этом сезоне одержал победу на Кубке мэра в Лос-Анджелесе.
В 1981 году поднялся в первый полусредний вес, стал бронзовым призёром Кубка мира в Монреале, победил на Кубке президента в Маниле.
В 1982 году был лучшим на домашнем чемпионате Азии в Сеуле и на Азиатских играх в Нью-Дели, тогда как на чемпионате мира в Мюнхене взял серебро, уступив в решающем поединке кубинцу Карлосу Гарсии.
Благодаря череде удачных выступлений удостоился права защищать честь страны на летних Олимпийских играх 1984 года в Лос-Анджелесе — в категории до 63,5 кг благополучно прошёл первых двоих соперников по турнирной сетке, в то время как в третьем четвертьфинальном бою со счётом 1:4 потерпел поражение от американца Джерри Пейджа, который в итоге и стал победителем этого олимпийского турнира.
После Олимпиады Ким остался в главной боксёрской команде Южной Кореи и продолжил принимать участие в крупнейших международных соревнованиях. Так, в 1985 году он отметился выступлением в матчевой встрече со сборной США в Лас-Вегасе, выиграв по очкам у американского боксёра Деррила Латтимора.
В 1986 году в полулёгком весе одержал победу на Азиатских играх в Сеуле и стал участником мирового первенства в Рино, где был остановлен в 1/8 финала представителем ГДР Торстеном Шмитцем.
Ким не стал переходить в профессиональный бокс, решив на этом завершить спортивную карьеру. Впоследствии он окончил Корейский национальный спортивный университет, где получил степень магистра, и затем работал учителем в старшей школе в Кванджу. Является членом Корейского союза учителей и работников образования.